# Ninja Warrior Hungary (második évad)
A Ninja Warrior Hungary című ügyességi vetélkedőműsor második évadja 2018. október 8-án vette kezdetét a TV2-n. A műsor házigazdái Kasza Tibor, Till Attila és Stohl Luca.
Az évad tíz részes volt, hétfőként sugározta a TV2. A döntőre 2018. december 10-én került sor, ahol a második széria győztese ezúttal a 19 éves Strommer Soma lett.

## Eredmények

### A top öt helyezett
Soma tudott a legtovább jutni (leszállópályáig), így ő vitte el az 5 millió forintos főnyereményt. B. Gábor a mászófalnál esett a vízbe, míg S. Gábornak a hullámhossz második szakaszán járt le az ideje.
|  | - 1. helyezett: Strommer Soma - 2. helyezett: Buzás Gábor - 3. helyezett: Schandl Gábor - 4. helyezett: Gyömrei Máté - 5. helyezett: Béres Norbert |

### Továbbjutott versenyzők a döntőbe
A középdöntőből a döntőbe a legjobb 20 versenyző jut, ahol 17 nehéz akadály vár rájuk, köztük a legnehezebb, a Midoriyama.
A legjobb versenyzők dőlt betűvel kiemelve, a leggyorsabban teljesített idő szerint a középdöntőkben, akik teljesíteni tudták az akadályt.
| - 1. Buzás Gábor (04:51.3) - 2. Strommer Soma (04:56.4) - 3. Gyömrei Máté (05:06.2) - 4. Nagy Dani (05:36.2) | - 5. Schandl Gábor (05:41.8) - 6. Béres Norbert (05:51.6) - 7. Janzsó Róbert (06:04.6) - 8. Molnár Bálint (06:21.6) | - 9. Jonny Urszuly (06:22.8) - 10. Rippel Feri (06:43.2) - 11. Vitányi Botond (07:13.8) - 12. Virág Sándor (08:19.1) | - 13. Tamás Gyuri - 14. Szarka Boldizsár - 15. Lovas Benjamin - 16. Buzási Bálint Gergely | - 17. Böjte Dávid - 18. Dombi András - 19. Huber Zoltán - 20. Szegedi Attila |

### Továbbjutott versenyzők a középdöntőbe
A középdöntőbe a 6 selejtező során elvégzett pályák versenyzői közül, 90 ninja harcos jut a középválogatóba, azaz selejtezőnként 15-en.
A legjobb versenyzők dőlt betűvel kiemelve, a leggyorsabban teljesített idő szerint az epizódfináléban, akik fel tudtak jutni a pokoli toronyba.
| - 1. Gyömrei Máté (01:36:4) - 2. Virág Sándor (02:04.1) - 3. Kovács Norbert Ákos (02:12.2) - 4. Balázs Ákos (03:06.1) - 5. Csorvási Soma - 6. Molnár Gábor - 7. Steffer Bence - 8. Pethe Sándor - 9. Virbán Gábor - 10. Bédi Krisztián - 11. Bognár Péter - 12. Csercsik Dániel - 13. Szabó Bálint - 14. Fábián Patrik - 15. Veres Péter | - 16. Buzás Gábor (01:03:4) - 17. Béres Norbert (01:22:6) - 18. Szegedi Attila (02:30:9) - 19. Rozs Gergely Bence (02:36:6) - 20. Tamási Gyuri (02:50:2) - 21. Tölgyesi Krisztián - 22. Bíró János - 23. Huber Zoltán - 24. Szalay Richárd - 25. Varga Ferenc - 26. Gál Gergő - 27. Bec Georges - 28. Kriston Péter - 29. Mezőfi Richárd - 30. Fazekas Dániel | - 31. Rippel Feri (01:48.6) - 32. Strommer Soma (02:05.1) - 33. Schandl Gábor (02:09.0) - 34. Horváth János (02:20.6) - 35. Sean De Jesus Peres - 36. Domonkos Zsolt - 37. Kempf Zoltán - 38. Kovács Bence - 39. Sárai-Szabó Zoltán - 40. Benkő Norbert - 41. Oláh Miklós - 42. Kulcsár Tamás - 43. Dombi András - 44. Szabó Gergő - 45. Tóth Kristóf | - 46. Povázsay Ákos (01:30.6) - 47. Vitányi Botond (02:37.2) - 48. Bots Szabolcs (02:46.3) - 49. Ternák Tamás (03:10.8) - 50. Horváth Dávid (03:14.9) - 51. Buzási Bálint Gergely (03:25.9) - 52. Éberhardt Patrik - 53. Szabó Péter - 54. Bartus Bálint - 55. Ratkó Flórián - 56. Lengyel János - 57. Markos Huba - 58. Buzási Máté - 59. Pajor Dávid - 60. Szabó Nikolett | - 61. Nagy Dani (01:18.9) - 62. Bertóthy Dávid (02:01.9) - 63. Janzsó Róbert (02:39.0) - 64. Böjte Dávid - 65. Molnár Bálint - 66. Deák Szilárd - 67. Csordás László Szabolcs - 68. Nagy Benedek - 69 Gedovics Balázs - 70. Medgyesi Gergely - 71. Mojzes Krisztián - 72. Janzsó Richárd - 73. Beńo Gábor - 74. Baranyai Gergő - 75. Reményi Tamás | - 76. Bakos "Turbodízel" Bence (01:33.8) - 77. Jonny Urszuly (01:34.5) - 78. Lovas Benjamin (01:41.8) - 79. Szarka Boldizsár (01:49.7) - 80. Szarka Bence (01:57.1) - 81. Tóth Csaba (02:30.3) - 82. Gál Bence (02:38.3) - 83. Marosvölgyi Noémi (02:40.5) - 84. Tarnai Bence - 85. Jakab Domonkos - 86. Szijj Dávid - 87. Máté Zsolt - 88. Mischinger Péter - 89. Szepesi Sándor - 90. Varga Tibor |

## Adások
| – A versenyző továbbjutott.                                                                                                   |
| – A versenyző kiesett. |
| – A versenyzőt baleset érte.                                                                                                  |
| – A versenyző annak ellenére, hogy nem tudta teljesíteni az epizódfinálét, továbbjutott a középdöntőbe a legjobb idő szerint. |
| – A versenyző feladta a küzdelmet.                                                                                            |

### 1. hét – 1. selejtező (október 8.)
- 1. pálya

A selejtezőként elinduló 50 versenyző közül, csak 25-en mehetnek tovább az epizód fináléba.
| #   | Ninja jelöltek      | 1. kihívás 5 lépés | 2. kihívás Kibillentő | 3. kihívás Ingovány | 4. kihívás Kötélcsapda | 5. kihívás Lépcsőforduló | 6. kihívás Nagy fal | Eredmény (teljesített idő) |
| --- | ------------------- | ------------------ | --------------------- | ------------------- | ---------------------- | ------------------------ | ------------------- | -------------------------- |
| 1.  | Stermeczki András   | Teljesítve         | Teljesítve            | Teljesítve          | Teljesítve             | Megbukott                | ––                  | 05:11                      |
| 2.  | Babcsán Zsolt       | Teljesítve         | Megbukott             | ––                  | ––                     | ––                       | ––                  | Kiesett                    |
| 3.  | Bagi Gergő          | Teljesítve         | Megbukott             | ––                  | ––                     | ––                       | ––                  | Kiesett                    |
| 4.  | Medve Orsolya       | Teljesítve         | Megbukott             | ––                  | ––                     | ––                       | ––                  | Kiesett                    |
| 5.  | Sebestény Ági       | Baleset érte       | ––                    | ––                  | ––                     | ––                       | ––                  | Kiesett                    |
| 6.  | Lucza Kitti         | Teljesítve         | Feladta               | ––                  | ––                     | ––                       | ––                  | Kiesett                    |
| 7.  | Dobi Mercédesz      | Teljesítve         | Megbukott             | ––                  | ––                     | ––                       | ––                  | Kiesett                    |
| 8.  | Balázs Ákos         | Teljesítve         | Teljesítve            | Megbukott           | ––                     | ––                       | ––                  | 01:42                      |
| 9.  | Fekete Ádám         | Teljesítve         | Megbukott             | ––                  | ––                     | ––                       | ––                  | 00:57                      |
| 10. | Csordás Szilveszter | Teljesítve         | Megbukott             | ––                  | ––                     | ––                       | ––                  | Kiesett                    |
| 11. | Deim László         | Megbukott          | ––                    | ––                  | ––                     | ––                       | ––                  | Kiesett                    |
| 12. | Molnár Dániel       | Megbukott          | ––                    | ––                  | ––                     | ––                       | ––                  | Kiesett                    |
| 13. | Hajdú Katalin       | Megbukott          | ––                    | ––                  | ––                     | ––                       | ––                  | Kiesett                    |
| 14. | Atanaszov Patrícia  | Megbukott          | ––                    | ––                  | ––                     | ––                       | ––                  | Kiesett                    |
| 15. | Salajkó Erika       | Megbukott          | ––                    | ––                  | ––                     | ––                       | ––                  | Kiesett                    |
| 16. | Rigó Katalin        | Megbukott          | ––                    | ––                  | ––                     | ––                       | ––                  | Kiesett                    |
| 17. | Hajdú Hanna         | Megbukott          | ––                    | ––                  | ––                     | ––                       | ––                  | Kiesett                    |
| 18. | Mizsér Fruzsina     | Teljesítve         | Teljesítve            | Megbukott           | ––                     | ––                       | ––                  | 01:44                      |
| 19. | Molnár Beáta        | Teljesítve         | Teljesítve            | Teljesítve          | Megbukott              | ––                       | ––                  | 02:23                      |
| 20. | Pethe Máté          | Teljesítve         | Teljesítve            | Teljesítve          | Teljesítve             | Megbukott                | ––                  | 03:20                      |
| 21. | Banko Norbert       | Teljesítve         | Teljesítve            | Megbukott           | ––                     | ––                       | ––                  | Kiesett                    |
| 22. | Virbán Gábor        | Teljesítve         | Teljesítve            | Teljesítve          | Megbukott              | ––                       | ––                  | 00:59                      |
| 23. | Virbán Martin       | Teljesítve         | Teljesítve            | Megbukott           | ––                     | ––                       | ––                  | 00:54                      |
| 24. | Budai Szabolcs      | Teljesítve         | Teljesítve            | Teljesítve          | Megbukott              | ––                       | ––                  | Kiesett                    |
| 25. | Szabó Bálint        | Teljesítve         | Teljesítve            | Megbukott           | ––                     | ––                       | ––                  | 01:07                      |
| 26. | Pethe Sándor        | Teljesítve         | Teljesítve            | Megbukott           | ––                     | ––                       | ––                  | 01:09                      |
| 27. | Bognár Péter        | Teljesítve         | Teljesítve            | Megbukott           | ––                     | ––                       | ––                  | 01:19                      |
| 28. | Veres Gábor         | Teljesítve         | Teljesítve            | Teljesítve          | Megbukott              | ––                       | ––                  | 02:42                      |
| 29. | Bédi Krisztián      | Teljesítve         | Teljesítve            | Teljesítve          | Megbukott              | ––                       | ––                  | 02:13                      |
| 30. | Fábián Patrik       | Teljesítve         | Teljesítve            | Teljesítve          | Megbukott              | ––                       | ––                  | 01:17                      |
| 31. | Csercsics Dániel    | Teljesítve         | Teljesítve            | Teljesítve          | Megbukott              | ––                       | ––                  | 01:08                      |
| 32. | Veres Péter         | Teljesítve         | Teljesítve            | Teljesítve          | Megbukott              | ––                       | ––                  | 02:06                      |
| 33. | Csorvási Soma       | Teljesítve         | Teljesítve            | Teljesítve          | Megbukott              | ––                       | ––                  | 01:38                      |
| 34. | Paksi Gergely       | Teljesítve         | Teljesítve            | Teljesítve          | Teljesítve             | Megbukott                | ––                  | 03:43                      |
| 35. | Steffer Bence       | Teljesítve         | Teljesítve            | Teljesítve          | Teljesítve             | Megbukott                | ––                  | 02:30                      |
| 36. | Albert Dávid        | Teljesítve         | Teljesítve            | Teljesítve          | Teljesítve             | Megbukott                | ––                  | 04:48                      |
| 37. | Kovács Norbert Ákos | Teljesítve         | Teljesítve            | Teljesítve          | Teljesítve             | Megbukott                | ––                  | 02:10                      |
| 38. | Molnár Gábor        | Teljesítve         | Teljesítve            | Teljesítve          | Teljesítve             | Teljesítve               | Teljesítve          | Továbbjutott (03:02)       |
| 39. | Filipinyi Péter     | Megbukott          | ––                    | ––                  | ––                     | ––                       | ––                  | Kiesett                    |
| 40. | Barta Atilla        | Teljesítve         | Megbukott             | ––                  | ––                     | ––                       | ––                  | Kiesett                    |
| 41. | Nagy Sándor         | Teljesítve         | Megbukott             | ––                  | ––                     | ––                       | ––                  | Kiesett                    |
| 42. | Indián              | Teljesítve         | Megbukott             | ––                  | ––                     | ––                       | ––                  | Kiesett                    |
| 43. | Morár Emil          | Teljesítve         | Megbukott             | ––                  | ––                     | ––                       | ––                  | Kiesett                    |
| 44. | Sztojka Zsolt       | Teljesítve         | Teljesítve            | Megbukott           | ––                     | ––                       | ––                  | Kiesett                    |
| 45. | Hülber János        | Teljesítve         | Teljesítve            | Megbukott           | ––                     | ––                       | ––                  | Kiesett                    |
| 46. | Vass Zsigmond       | Teljesítve         | Teljesítve            | Megbukott           | ––                     | ––                       | ––                  | Kiesett                    |
| 47. | Bódi Gábor          | Teljesítve         | Teljesítve            | Megbukott           | ––                     | ––                       | ––                  | Kiesett                    |
| 48. | Dr. Hudáky Péter    | Teljesítve         | Teljesítve            | Teljesítve          | Megbukott              | ––                       | ––                  | 01:20                      |
| 49. | Virág Sándor        | Teljesítve         | Teljesítve            | Teljesítve          | Teljesítve             | Megbukott                | ––                  | 02:34                      |
| 50. | Gyömrei Máté        | Teljesítve         | Teljesítve            | Teljesítve          | Teljesítve             | Teljesítve               | Teljesítve          | Továbbjutott (03:16)       |

- Sebestény Ági a kihívás pályaszakaszon rosszul érkezett az ugrást követően, és eltörte jobb lábát.
- Lucza Kitti a második kihíváshoz érve, a víziszonyát nem tudta legyőzni, ezért feladta a küzdelmet.
- Budai Szabolcs vállsérülés miatt nem tudta folytatni a versenyt, ezért a legjobb női versenyző, Mizsér Fruzsina vette át a helyét.
- 2. pálya (Epizód finálé)

A 25 versenyző közül, csak 15-en mehetnek tovább a középdöntőbe.
| #   | Ninja jelöltek      | 1. kihívás Hullámvasút | 2. kihívás Mozgólépcső | 3. kihívás Ninja létra | 4. kihívás Tortúra | 5. kihívás Pokoli torony | Eredmény (teljesített idő)          |
| --- | ------------------- | ---------------------- | ---------------------- | ---------------------- | ------------------ | ------------------------ | ----------------------------------- |
| 1.  | Mizsér Fruzsina     | Megbukott              | ––                     | ––                     | ––                 | ––                       | Kiesett                             |
| 2.  | Molnár Beáta        | Megbukott              | ––                     | ––                     | ––                 | ––                       | Kiesett                             |
| 3.  | Veres Gábor         | Megbukott              | ––                     | ––                     | ––                 | ––                       | Kiesett                             |
| 4.  | Fekete Ádám         | Teljesítve             | Megbukott              | ––                     | ––                 | ––                       | Kiesett                             |
| 5.  | Dr. Hudáky Péter    | Megbukott              | ––                     | ––                     | ––                 | ––                       | Kiesett                             |
| 6.  | Fábián Patrik       | Teljesítve             | Teljesítve             | Megbukott              | ––                 | ––                       | 01:13                               |
| 7.  | Bognár Péter        | Teljesítve             | Teljesítve             | Megbukott              | ––                 | ––                       | 00:48                               |
| 8.  | Veres Péter         | Teljesítve             | Teljesítve             | Megbukott              | ––                 | ––                       | 00:52                               |
| 9.  | Szabó Bálint        | Teljesítve             | Teljesítve             | Megbukott              | ––                 | ––                       | 00:53                               |
| 10. | Csercsik Dániel     | Teljesítve             | Teljesítve             | Megbukott              | ––                 | ––                       | 00:42                               |
| 11. | Bédi Krisztián      | Teljesítve             | Teljesítve             | Teljesítve             | Megbukott          | ––                       | 01:14                               |
| 12. | Pethe Sándor        | Teljesítve             | Teljesítve             | Teljesítve             | Megbukott          | ––                       | 01:12                               |
| 13. | Steffer Bence       | Teljesítve             | Teljesítve             | Teljesítve             | Megbukott          | ––                       | 01:40                               |
| 14. | Csorvási Soma       | Teljesítve             | Teljesítve             | Teljesítve             | Megbukott          | ––                       | 00:56                               |
| 15. | Balázs Ákos         | Teljesítve             | Teljesítve             | Teljesítve             | Teljesítve         | Teljesítve               | Továbbjutott a középdöntőbe (03:06) |
| 16. | Kovács Norbert Ákos | Teljesítve             | Teljesítve             | Teljesítve             | Teljesítve         | Teljesítve               | Továbbjutott a középdöntőbe (02:12) |
| 17. | Virbán Gábor        | Teljesítve             | Teljesítve             | Teljesítve             | Megbukott          | ––                       | 01:19                               |
| 18. | Virbán Martin       | Teljesítve             | Megbukott              | ––                     | ––                 | ––                       | Kiesett                             |
| 19. | Paksi Gergely       | Teljesítve             | Megbukott              | ––                     | ––                 | ––                       | Kiesett                             |
| 20. | Albert Dávid        | Teljesítve             | Megbukott              | ––                     | ––                 | ––                       | Kiesett                             |
| 21. | Pethe Máté          | Teljesítve             | Megbukott              | ––                     | ––                 | ––                       | Kiesett                             |
| 22. | Stermeczki András   | Teljesítve             | Megbukott              | ––                     | ––                 | ––                       | Kiesett                             |
| 23. | Virág Sándor        | Teljesítve             | Teljesítve             | Teljesítve             | Teljesítve         | Teljesítve               | Továbbjutott a középdöntőbe (02:04) |
| 24. | Molnár Gábor        | Teljesítve             | Teljesítve             | Teljesítve             | Megbukott          | ––                       | 01:09                               |
| 25. | Gyömrei Máté        | Teljesítve             | Teljesítve             | Teljesítve             | Teljesítve         | Teljesítve               | Továbbjutott a középdöntőbe (01:36) |

### 2. hét – 2. selejtező (október 15.)
- 1. pálya

| #   | Ninja jelöltek     | 1. kihívás 5 lépés | 2. kihívás Kibillentő | 3. kihívás Rámpaláz | 4. kihívás Kötélcsapda | 5. kihívás Karikacsapás | 6. kihívás Nagy fal | Eredmény (teljesített idő) |
| --- | ------------------ | ------------------ | --------------------- | ------------------- | ---------------------- | ----------------------- | ------------------- | -------------------------- |
| 1.  | Magdics Martin     | Teljesítve         | Teljesítve            | Megbukott           | ––                     | ––                      | ––                  | Kiesett                    |
| 2.  | Dobos Dávid        | Megbukott          | ––                    | ––                  | ––                     | ––                      | ––                  | Kiesett                    |
| 3.  | Klányi Erik        | Megbukott          | ––                    | ––                  | ––                     | ––                      | ––                  | Kiesett                    |
| 4.  | Erdei Attila       | Teljesítve         | Megbukott             | ––                  | ––                     | ––                      | ––                  | Kiesett                    |
| 5.  | Waller Tamás       | Teljesítve         | Megbukott             | ––                  | ––                     | ––                      | ––                  | Kiesett                    |
| 6.  | Balázs Dávid       | Teljesítve         | Teljesítve            | Teljesítve          | Megbukott              | ––                      | ––                  | Kiesett                    |
| 7.  | Fazekas Deniel     | Teljesítve         | Teljesítve            | Teljesítve          | Teljesítve             | Megbukott               | ––                  | 04:11                      |
| 8.  | Szalay Richárd     | Teljesítve         | Teljesítve            | Teljesítve          | Teljesítve             | Teljesítve              | Teljesítve          | Továbbjutott (05:01)       |
| 9.  | Bec Georges        | Teljesítve         | Teljesítve            | Teljesítve          | Teljesítve             | Teljesítve              | Teljesítve          | Továbbjutott (03:04)       |
| 10. | László Ferenc      | Teljesítve         | Megbukott             | ––                  | ––                     | ––                      | ––                  | Kiesett                    |
| 11. | Pető Ádám          | Teljesítve         | Megbukott             | ––                  | ––                     | ––                      | ––                  | Kiesett                    |
| 12. | Erdei Róbert       | Teljesítve         | Megbukott             | ––                  | ––                     | ––                      | ––                  | Kiesett                    |
| 13. | Akkiray Kahraman   | Teljesítve         | Megbukott             | ––                  | ––                     | ––                      | ––                  | Kiesett                    |
| 14. | Pánovics Norbert   | Teljesítve         | Teljesítve            | Megbukott           | ––                     | ––                      | ––                  | Kiesett                    |
| 15. | Pogácsás Gergő     | Teljesítve         | Teljesítve            | Teljesítve          | Megbukott              | ––                      | ––                  | 01:05                      |
| 16. | Szegedi Kristóf    | Teljesítve         | Teljesítve            | Teljesítve          | Teljesítve             | Megbukott               | ––                  | 03:21                      |
| 17. | Szegedi Attila     | Teljesítve         | Teljesítve            | Teljesítve          | Teljesítve             | Megbukott               | ––                  | 03:18                      |
| 18. | Rozs Gergely Bence | Teljesítve         | Teljesítve            | Teljesítve          | Teljesítve             | Teljesítve              | Teljesítve          | Továbbjutott (03:46)       |
| 19. | Kása András        | Teljesítve         | Teljesítve            | Teljesítve          | Megbukott              | ––                      | ––                  | Kiesett                    |
| 20. | Jovanovic Velimir  | Teljesítve         | Teljesítve            | Teljesítve          | Megbukott              | ––                      | ––                  | 01:20                      |
| 21. | Bíró János         | Teljesítve         | Teljesítve            | Teljesítve          | Megbukott              | ––                      | ––                  | 01:32                      |
| 22. | Halbritter Ferenc  | Teljesítve         | Teljesítve            | Teljesítve          | Megbukott              | ––                      | ––                  | Kiesett                    |
| 23. | Kozma Péter        | Teljesítve         | Teljesítve            | Teljesítve          | Megbukott              | ––                      | ––                  | 01:38                      |
| 24. | Antal Zoltán       | Teljesítve         | Teljesítve            | Teljesítve          | Megbukott              | ––                      | ––                  | 01:04                      |
| 25. | Tölgyesi Krisztián | Teljesítve         | Teljesítve            | Teljesítve          | Megbukott              | ––                      | ––                  | 01:52                      |
| 26. | Ammerling Rita     | Megbukott          | ––                    | ––                  | ––                     | ––                      | ––                  | Kiesett                    |
| 27. | Liga Melinda       | Teljesítve         | Feladta               | ––                  | ––                     | ––                      | ––                  | Kiesett                    |
| 28. | Demeter Krisztina  | Teljesítve         | Feladta               | ––                  | ––                     | ––                      | ––                  | Kiesett                    |
| 29. | Zs. Tóth Anna      | Teljesítve         | Teljesítve            | Teljesítve          | Megbukott              | ––                      | ––                  | Kiesett                    |
| 30. | Németh Viktória    | Teljesítve         | Teljesítve            | Teljesítve          | Megbukott              | ––                      | ––                  | Kiesett                    |
| 31. | Horváth Dorina     | Teljesítve         | Megbukott             | ––                  | ––                     | ––                      | ––                  | Kiesett                    |
| 32. | Sebők Krisztián    | Teljesítve         | Teljesítve            | Teljesítve          | Megbukott              | ––                      | ––                  | 01:25                      |
| 33. | Vass Nikolett      | Teljesítve         | Megbukott             | ––                  | ––                     | ––                      | ––                  | Kiesett                    |
| 34. | Nitas Attila       | Teljesítve         | Teljesítve            | Teljesítve          | Megbukott              | ––                      | ––                  | 01:41                      |
| 35. | Budai Klaudia      | Teljesítve         | Megbukott             | ––                  | ––                     | ––                      | ––                  | Kiesett                    |
| 36. | Simon Krisztián    | Teljesítve         | Megbukott             | ––                  | ––                     | ––                      | ––                  | Kiesett                    |
| 37. | Farkas Kinga       | Teljesítve         | Teljesítve            | Teljesítve          | Megbukott              | ––                      | ––                  | Kiesett                    |
| 38. | Dobi Roxána        | Teljesítve         | Teljesítve            | Teljesítve          | Megbukott              | ––                      | ––                  | 02:22                      |
| 39. | Nahaj Gábor        | Teljesítve         | Teljesítve            | Teljesítve          | Megbukott              | ––                      | ––                  | Kiesett                    |
| 40. | Fábián Ádám        | Teljesítve         | Teljesítve            | Teljesítve          | Megbukott              | ––                      | ––                  | 01:13                      |
| 41. | Fajoyomi Dávid     | Teljesítve         | Teljesítve            | Teljesítve          | Megbukott              | ––                      | ––                  | Kiesett                    |
| 42. | Mezőfi Richárd     | Teljesítve         | Teljesítve            | Teljesítve          | Megbukott              | ––                      | ––                  | 01:56                      |
| 43. | Tamási Gyuri       | Teljesítve         | Teljesítve            | Teljesítve          | Teljesítve             | Teljesítve              | Teljesítve          | Továbbjutott (04:19)       |
| 44. | Huber Zoltán       | Teljesítve         | Teljesítve            | Teljesítve          | Teljesítve             | Megbukott               | ––                  | 03:53                      |
| 45. | Kriston Péter      | Teljesítve         | Teljesítve            | Teljesítve          | Teljesítve             | Megbukott               | ––                  | 03:30                      |
| 46. | Gál Gergő          | Teljesítve         | Teljesítve            | Teljesítve          | Teljesítve             | Megbukott               | ––                  | 04:03                      |
| 47. | Kék Attila         | Teljesítve         | Teljesítve            | Teljesítve          | Teljesítve             | Megbukott               | ––                  | 03:23                      |
| 48. | Varga Ferenc       | Teljesítve         | Teljesítve            | Teljesítve          | Teljesítve             | Megbukott               | ––                  | 02:01                      |
| 49. | Béres Norbert      | Teljesítve         | Teljesítve            | Teljesítve          | Teljesítve             | Teljesítve              | Teljesítve          | Továbbjutott (03:25)       |
| 50. | Buzás Gábor        | Teljesítve         | Teljesítve            | Teljesítve          | Teljesítve             | Teljesítve              | Teljesítve          | Továbbjutott (02:25)       |

- Liga Melinda nem tudta legyőzni félelmét a pályaszakasz 2. kihívásánál, ezért feladta a küzdelmet.
- Demeter Krisztina hosszas gondolkodás után szintén feladta a küzdelmet a 2. akadálynál.
- A továbbjutó Fajoyomi Dávid feladata a küzdelmet, a szabályoknak megfelelően a legeredményesebb lány, Dobi Roxána lépett a helyére.
- 2. pálya (epizódfinálé)

| #   | Ninja jelöltek     | 1. kihívás Hullámvasút | 2. kihívás Borotvaél | 3. kihívás Ninja létra | 4. kihívás Staféta | 5. kihívás Pokoli torony | Eredmény (teljesített idő)          |
| --- | ------------------ | ---------------------- | -------------------- | ---------------------- | ------------------ | ------------------------ | ----------------------------------- |
| 1.  | Dobi Roxána        | Megbukott              | ––                   | ––                     | ––                 | ––                       | Kiesett                             |
| 2.  | Fábián Ádám        | Megbukott              | ––                   | ––                     | ––                 | ––                       | Kiesett                             |
| 3.  | Pogácsás Gergő     | Megbukott              | ––                   | ––                     | ––                 | ––                       | Kiesett                             |
| 4.  | Szegedi Kristóf    | Megbukott              | ––                   | ––                     | ––                 | ––                       | Kiesett                             |
| 5.  | Szegedi Attila     | Teljesítve             | Teljesítve           | Teljesítve             | Teljesítve         | Teljesítve               | Továbbjutott a középdöntőbe (02:30) |
| 6.  | Rozs Gergely Bence | Teljesítve             | Teljesítve           | Teljesítve             | Teljesítve         | Teljesítve               | Továbbjutott a középdöntőbe (02:50) |
| 7.  | Tamás Gyuri        | Teljesítve             | Teljesítve           | Teljesítve             | Teljesítve         | Teljesítve               | Továbbjutott a középdöntőbe (02:36) |
| 8.  | Kék Attila         | Teljesítve             | Megbukott            | ––                     | ––                 | ––                       | Kiesett                             |
| 9.  | Antal Zoltán       | Megbukott              | ––                   | ––                     | ––                 | ––                       | Kiesett                             |
| 10. | Jovanovic Velimír  | Teljesítve             | Megbukott            | ––                     | ––                 | ––                       | Kiesett                             |
| 11. | Kozma Péter        | Teljesítve             | Teljesítve           | Megbukott              | ––                 | ––                       | Kiesett                             |
| 12. | Nitas Attila       | Teljesítve             | Teljesítve           | Megbukott              | ––                 | ––                       | Kiesett                             |
| 13. | Sebők Krisztián    | Teljesítve             | Teljesítve           | Megbukott              | ––                 | ––                       | Kiesett                             |
| 14. | Bíró János         | Teljesítve             | Teljesítve           | Teljesítve             | Megbukott          | ––                       | 01:47                               |
| 15. | Tölgyesi Krisztián | Teljesítve             | Teljesítve           | Teljesítve             | Megbukott          | ––                       | 01:31                               |
| 16. | Bec Georges        | Teljesítve             | Teljesítve           | Teljesítve             | Megbukott          | ––                       | 01:10                               |
| 17. | Fazekas Deniel     | Teljesítve             | Teljesítve           | Teljesítve             | Megbukott          | ––                       | 01:59                               |
| 18. | Mezőfi Richárd     | Teljesítve             | Teljesítve           | Teljesítve             | Megbukott          | ––                       | 01:20                               |
| 19. | Varga Ferenc       | Teljesítve             | Teljesítve           | Teljesítve             | Megbukott          | ––                       | 00:57                               |
| 20. | Gál Gergő          | Teljesítve             | Teljesítve           | Teljesítve             | Megbukott          | ––                       | 02:16                               |
| 21. | Huber Zoltán       | Teljesítve             | Teljesítve           | Teljesítve             | Megbukott          | ––                       | 02:05                               |
| 22. | Szalay Richárd     | Teljesítve             | Teljesítve           | Teljesítve             | Megbukott          | ––                       | 02:07                               |
| 23. | Kriston Péter      | Teljesítve             | Teljesítve           | Teljesítve             | Megbukott          | ––                       | 01:17                               |
| 24. | Béres Norbert      | Teljesítve             | Teljesítve           | Teljesítve             | Teljesítve         | Teljesítve               | Továbbjutott a középdöntőbe (01:22) |
| 25. | Buzás Gábor        | Teljesítve             | Teljesítve           | Teljesítve             | Teljesítve         | Teljesítve               | Továbbjutott a középdöntőbe (01:03) |

### 3. hét – 3. selejtező (október 22.)
- 1. pálya

| #   | Ninja jelöltek          | 1. kihívás 5 lépés | 2. kihívás Csúszásgátló | 3. kihívás Rámpaláz | 4. kihívás Kötélcsapda | 5. kihívás Markoló | 6. kihívás Nagy fal | Eredmény (teljesített idő) |
| --- | ----------------------- | ------------------ | ----------------------- | ------------------- | ---------------------- | ------------------ | ------------------- | -------------------------- |
| 1.  | Varga András            | Teljesítve         | Megbukott               | ––                  | ––                     | ––                 | ––                  | Kiesett                    |
| 2.  | Bráz Adrián             | Teljesítve         | Megbukott               | ––                  | ––                     | ––                 | ––                  | Kiesett                    |
| 3.  | Barazuti Mihály "Zutti" | Teljesítve         | Megbukott               | ––                  | ––                     | ––                 | ––                  | Kiesett                    |
| 4.  | Rippel Feri             | Teljesítve         | Teljesítve              | Teljesítve          | Teljesítve             | Teljesítve         | Teljesítve          | Továbbjutott 02:54         |
| 5.  | Dallos Balázs           | Teljesítve         | Megbukott               | ––                  | ––                     | ––                 | ––                  | Kiesett                    |
| 6.  | Kőszaga Krisztián       | Teljesítve         | Megbukott               | ––                  | ––                     | ––                 | ––                  | Kiesett                    |
| 7.  | Brunner Brúnó           | Teljesítve         | Megbukott               | ––                  | ––                     | ––                 | ––                  | Kiesett                    |
| 8.  | Erdélyi Zsolt           | Teljesítve         | Megbukott               | ––                  | ––                     | ––                 | ––                  | Kiesett                    |
| 9.  | Vitáris Ádám Zsolt      | Teljesítve         | Megbukott               | ––                  | ––                     | ––                 | ––                  | Kiesett                    |
| 10. | Bakó Zoltán             | Teljesítve         | Megbukott               | ––                  | ––                     | ––                 | ––                  | Kiesett                    |
| 11. | Nagy István             | Teljesítve         | Megbukott               | ––                  | ––                     | ––                 | ––                  | Kiesett                    |
| 12. | Halász Nándor           | Teljesítve         | Megbukott               | ––                  | ––                     | ––                 | ––                  | Kiesett                    |
| 13. | Horváth János           | Teljesítve         | Teljesítve              | Teljesítve          | Teljesítve             | Teljesítve         | Teljesítve          | Továbbjutott 03:13         |
| 14. | Sinkóné Dániel Vera     | Megbukott          | ––                      | ––                  | ––                     | ––                 | ––                  | Kiesett                    |
| 15. | Bakai Rita              | Teljesítve         | Megbukott               | ––                  | ––                     | ––                 | ––                  | Kiesett                    |
| 16. | Szabó-Thomka Hanna      | Teljesítve         | Megbukott               | ––                  | ––                     | ––                 | ––                  | Kiesett                    |
| 17. | Suba Alexandra          | Teljesítve         | Megbukott               | ––                  | ––                     | ––                 | ––                  | Kiesett                    |
| 18. | Nagy Zsófia             | Teljesítve         | Megbukott               | ––                  | ––                     | ––                 | ––                  | Kiesett                    |
| 19. | Anikó Puhova            | Teljesítve         | Megbukott               | ––                  | ––                     | ––                 | ––                  | Kiesett                    |
| 20. | Novák Melinda           | Teljesítve         | Megbukott               | ––                  | ––                     | ––                 | ––                  | Kiesett                    |
| 21. | Nagy Tímea              | Teljesítve         | Teljesítve              | Teljesítve          | Megbukott              | ––                 | ––                  | 01:40                      |
| 22. | Oláh Miklós             | Teljesítve         | Teljesítve              | Teljesítve          | Megbukott              | ––                 | ––                  | 01:20                      |
| 23. | Koncz Pál               | Teljesítve         | Teljesítve              | Teljesítve          | Megbukott              | ––                 | ––                  | 01:14                      |
| 24. | Nagy Kornél             | Teljesítve         | Teljesítve              | Teljesítve          | Megbukott              | ––                 | ––                  | 02:05                      |
| 25. | Huszár Tibor            | Teljesítve         | Teljesítve              | Teljesítve          | Megbukott              | ––                 | ––                  | 01:50                      |
| 26. | Sean De Jesus Peres     | Teljesítve         | Teljesítve              | Teljesítve          | Teljesítve             | Teljesítve         | Teljesítve          | Továbbjutott 03:25         |
| 27. | Schadl Gábor            | Teljesítve         | Teljesítve              | Teljesítve          | Teljesítve             | Teljesítve         | Teljesítve          | Továbbjutott 03:06         |
| 28. | Sárai-Szabó Zoltán      | Teljesítve         | Megbukott               | ––                  | ––                     | ––                 | ––                  | 00:35                      |
| 29. | Zoboki Sándor Nándor    | Teljesítve         | Teljesítve              | Megbukott           | ––                     | ––                 | ––                  | 01:08                      |
| 30. | Szabó Gergő             | Teljesítve         | Teljesítve              | Megbukott           | ––                     | ––                 | ––                  | 00:48                      |
| 31. | Bozori Imre             | Teljesítve         | Teljesítve              | Teljesítve          | Megbukott              | ––                 | ––                  | 01:13                      |
| 32. | Rudolf Máté             | Teljesítve         | Teljesítve              | Teljesítve          | Teljesítve             | Megbukott          | ––                  | 03:36                      |
| 33. | Domonkos Zsolt          | Teljesítve         | Teljesítve              | Teljesítve          | Teljesítve             | Teljesítve         | Megbukott           | 04:43                      |
| 34. | Benkő Norbert           | Teljesítve         | Teljesítve              | Teljesítve          | Teljesítve             | Teljesítve         | Teljesítve          | Továbbjutott 04:28         |
| 35. | Póka Gergely            | Teljesítve         | Teljesítve              | Teljesítve          | Teljesítve             | Teljesítve         | Teljesítve          | Továbbjutott 03:43         |
| 36. | Dombi András            | Teljesítve         | Teljesítve              | Teljesítve          | Teljesítve             | Megbukott          | ––                  | 02:34                      |
| 37. | Kovács Bence            | Teljesítve         | Teljesítve              | Teljesítve          | Teljesítve             | Megbukott          | ––                  | 03:01                      |
| 38. | Kulcsár Tamás           | Teljesítve         | Teljesítve              | Teljesítve          | Teljesítve             | Megbukott          | ––                  | 02:33                      |
| 39. | Varga Zoltán            | Teljesítve         | Teljesítve              | Teljesítve          | Teljesítve             | Megbukott          | ––                  | 02:04                      |
| 40. | Kempf Zozo              | Teljesítve         | Teljesítve              | Teljesítve          | Teljesítve             | Teljesítve         | Teljesítve          | Továbbjutott 03:23         |
| 41. | Szilágyi József         | Teljesítve         | Megbukott               | ––                  | ––                     | ––                 | ––                  | Kiesett                    |
| 42. | Szilágyi Józsefné       | Teljesítve         | Megbukott               | ––                  | ––                     | ––                 | ––                  | Kiesett                    |
| 43. | Borók Dóra              | Teljesítve         | Megbukott               | ––                  | ––                     | ––                 | ––                  | Kiesett                    |
| 44. | Borók Orsolya           | Teljesítve         | Megbukott               | ––                  | ––                     | ––                 | ––                  | Kiesett                    |
| 45. | Tóth Kristóf            | Teljesítve         | Megbukott               | ––                  | ––                     | ––                 | ––                  | 00:20                      |
| 46. | Tóth Máté               | Teljesítve         | Megbukott               | ––                  | ––                     | ––                 | ––                  | Kiesett                    |
| 47. | Keresztúri Tóth Dániel  | Teljesítve         | Teljesítve              | Teljesítve          | Megbukott              | ––                 | ––                  | 01:20                      |
| 48. | Keresztúri Tóth Richárd | Teljesítve         | Megbukott               | ––                  | ––                     | ––                 | ––                  | Kiesett                    |
| 49. | Strommer László         | Teljesítve         | Megbukott               | ––                  | ––                     | ––                 | ––                  | Kiesett                    |
| 50. | Strommer Soma           | Teljesítve         | Teljesítve              | Teljesítve          | Teljesítve             | Teljesítve         | Teljesítve          | Továbbjutott 03:40         |

- 2. pálya (Epizód finálé)

| #   | Ninja jelöltek         | 1. kihívás Hullámvasút | 2. kihívás Mozgólépcső | 3. kihívás Ninja létra | 4. kihívás Tortúra | 5. kihívás Pokoli torony | Eredmény (teljesített idő)          |
| --- | ---------------------- | ---------------------- | ---------------------- | ---------------------- | ------------------ | ------------------------ | ----------------------------------- |
| 1.  | Nagy Tímea             | Megbukott              | ––                     | ––                     | ––                 | ––                       | Kiesett                             |
| 2.  | Huszár Tibor           | Megbukott              | ––                     | ––                     | ––                 | ––                       | Kiesett                             |
| 3.  | Zoboki Sándor Nándor   | Megbukott              | ––                     | ––                     | ––                 | ––                       | Kiesett                             |
| 4.  | Rudolf Máté            | Megbukott              | ––                     | ––                     | ––                 | ––                       | Kiesett                             |
| 5.  | Sárai-Szabó Zoltán     | Teljesítve             | Teljesítve             | Teljesítve             | Megbukott          | ––                       | 01:11                               |
| 6.  | Póka Gergely           | Teljesítve             | Teljesítve             | Megbukott              | ––                 | ––                       | Kiesett                             |
| 7.  | Kempf Zozo             | Teljesítve             | Teljesítve             | Teljesítve             | Megbukott          | ––                       | 01:41                               |
| 8.  | Benkő Norbert          | Teljesítve             | Teljesítve             | Teljesítve             | Megbukott          | ––                       | 01:36                               |
| 9.  | Sean De Jesus Peres    | Teljesítve             | Teljesítve             | Teljesítve             | Megbukott          | ––                       | 01:49                               |
| 10. | Schandl Gábor          | Teljesítve             | Teljesítve             | Teljesítve             | Teljesítve         | Teljesítve               | Továbbjutott a középdöntőbe (02:09) |
| 11. | Strommer Soma          | Teljesítve             | Teljesítve             | Teljesítve             | Teljesítve         | Teljesítve               | Továbbjutott a középdöntőbe (02:05) |
| 12. | Koncz Pál              | Teljesítve             | Megbukott              | ––                     | ––                 | ––                       | Kiesett                             |
| 13. | Keresztúri Tóth Dániel | Teljesítve             | Megbukott              | ––                     | ––                 | ––                       | Kiesett                             |
| 14. | Varga Zoltán           | Teljesítve             | Megbukott              | ––                     | ––                 | ––                       | Kiesett                             |
| 15. | Tóth Kristóf           | Teljesítve             | Teljesítve             | Megbukott              | ––                 | ––                       | 01:05                               |
| 16. | Nagy Kornél            | Teljesítve             | Teljesítve             | Megbukott              | ––                 | ––                       | Kiesett                             |
| 17. | Bozori Imre            | Teljesítve             | Teljesítve             | Megbukott              | ––                 | ––                       | Kiesett                             |
| 18. | Horváth János          | Teljesítve             | Teljesítve             | Teljesítve             | Teljesítve         | Teljesítve               | Továbbjutott a középdöntőbe (02:20) |
| 19. | Dombi András           | Teljesítve             | Teljesítve             | Teljesítve             | Megbukott          | ––                       | 01:29                               |
| 20. | Domonkos Zsolt         | Teljesítve             | Teljesítve             | Teljesítve             | Megbukott          | ––                       | 01:21                               |
| 21. | Szabó Gergő            | Teljesítve             | Teljesítve             | Teljesítve             | Megbukott          | ––                       | 01:34                               |
| 22. | Kovács Bence           | Teljesítve             | Teljesítve             | Teljesítve             | Megbukott          | ––                       | 01:38                               |
| 23. | Kulcsár Tamás          | Teljesítve             | Teljesítve             | Teljesítve             | Megbukott          | ––                       | 01:19                               |
| 24. | Oláh Miklós            | Teljesítve             | Teljesítve             | Teljesítve             | Megbukott          | ––                       | 01:39                               |
| 25. | Rippel Feri            | Teljesítve             | Teljesítve             | Teljesítve             | Teljesítve         | Teljesítve               | Továbbjutott a középdöntőbe (01:48) |

### 6. hét – 6. selejtező (november 12.)
- 1. pálya

| #   | Ninja jelöltek           | 1. kihívás 5 lépés | 2. kihívás Vakvágány | 3. kihívás Ingovány | 4. kihívás Kötélcsapda | 5. kihívás Sétapálca | 6. kihívás Nagy fal | Eredmény (teljesített idő) |
| --- | ------------------------ | ------------------ | -------------------- | ------------------- | ---------------------- | -------------------- | ------------------- | -------------------------- |
| 1.  | Jánosi Gyula             | Teljesítve         | Teljesítve           | Teljesítve          | Megbukott              | ––                   | ––                  | Kiesett                    |
| 2.  | Turi István              | Teljesítve         | Megbukott            | ––                  | ––                     | ––                   | ––                  | Kiesett                    |
| 3.  | Ádám Viktor              | Teljesítve         | Megbukott            | ––                  | ––                     | ––                   | ––                  | Kiesett                    |
| 4.  | Mandula Ádám             | Teljesítve         | Megbukott            | ––                  | ––                     | ––                   | ––                  | Kiesett                    |
| 5.  | Tomusz Ádám              | Teljesítve         | Teljesítve           | Megbukott           | ––                     | ––                   | ––                  | Kiesett                    |
| 6.  | Krasznai Ákos            | Teljesítve         | Teljesítve           | Megbukott           | ––                     | ––                   | ––                  | Kiesett                    |
| 7.  | Morauszki Zsolt          | Teljesítve         | Teljesítve           | Megbukott           | ––                     | ––                   | ––                  | Kiesett                    |
| 8.  | Szalai Zoltán            | Teljesítve         | Teljesítve           | Megbukott           | ––                     | ––                   | ––                  | Kiesett                    |
| 9.  | Makra Roland             | Teljesítve         | Teljesítve           | Teljesítve          | Megbukott              | ––                   | ––                  | 01:09                      |
| 10. | Papdi Barna              | Teljesítve         | Teljesítve           | Teljesítve          | Teljesítve             | Megbukott            | ––                  | 01:52                      |
| 11. | Gál Bence                | Teljesítve         | Teljesítve           | Teljesítve          | Teljesítve             | Teljesítve           | Megbukott           | 04:09                      |
| 12. | Bakos "Turbodízel" Bence | Teljesítve         | Teljesítve           | Teljesítve          | Teljesítve             | Teljesítve           | Teljesítve          | Továbbjutott 02:15         |
| 13. | Csáky Attila             | Teljesítve         | Teljesítve           | Teljesítve          | Megbukott              | ––                   | ––                  | Kiesett                    |
| 14. | Bíró Farkas              | Teljesítve         | Teljesítve           | Megbukott           | ––                     | ––                   | ––                  | Kiesett                    |
| 15. | Herczeg László           | Teljesítve         | Teljesítve           | Megbukott           | ––                     | ––                   | ––                  | Kiesett                    |
| 16. | Kiss Rebeka              | Teljesítve         | Teljesítve           | Megbukott           | ––                     | ––                   | ––                  | Kiesett                    |
| 17. | Vlasics Zoltán           | Teljesítve         | Teljesítve           | Megbukott           | ––                     | ––                   | ––                  | Kiesett                    |
| 18. | Szekér Tímea             | Teljesítve         | Teljesítve           | Megbukott           | ––                     | ––                   | ––                  | Kiesett                    |
| 19. | Virág Zsuzsanna          | Teljesítve         | Teljesítve           | Megbukott           | ––                     | ––                   | ––                  | Kiesett                    |
| 20. | Nagy Tímea               | Teljesítve         | Teljesítve           | Megbukott           | ––                     | ––                   | ––                  | Kiesett                    |
| 21. | Vlocskó Noémi            | Teljesítve         | Teljesítve           | Megbukott           | ––                     | ––                   | ––                  | Kiesett                    |
| 22. | Pazsák Zsanett           | Teljesítve         | Teljesítve           | Megbukott           | ––                     | ––                   | ––                  | Kiesett                    |
| 23. | Nyakas Mónika            | Teljesítve         | Teljesítve           | Megbukott           | ––                     | ––                   | ––                  | Kiesett                    |
| 24. | Kiss Sarolta             | Teljesítve         | Teljesítve           | Teljesítve          | Megbukott              | ––                   | ––                  | Kiesett                    |
| 25. | Szijj Norbert            | Teljesítve         | Teljesítve           | Teljesítve          | Teljesítve             | Megbukott            | ––                  | 02:22                      |
| 26. | Szijj Dávid              | Teljesítve         | Teljesítve           | Teljesítve          | Teljesítve             | Teljesítve           | Megbukott           | 03:40                      |
| 27. | Lovas Benjamin           | Teljesítve         | Teljesítve           | Teljesítve          | Teljesítve             | Teljesítve           | Teljesítve          | Továbbjutott 02:38         |
| 28. | Palotai László           | Teljesítve         | Teljesítve           | Teljesítve          | Megbukott              | ––                   | ––                  | Kiesett                    |
| 29. | Gál Krisztina            | Teljesítve         | Teljesítve           | Teljesítve          | Teljesítve             | Megbukott            | ––                  | 04:23                      |
| 30. | Lőrincz Réka             | Teljesítve         | Teljesítve           | Teljesítve          | Teljesítve             | Megbukott            | ––                  | 02:40                      |
| 31. | Vadász Ildikó            | Teljesítve         | Teljesítve           | Teljesítve          | Teljesítve             | Megbukott            | ––                  | 02:45                      |
| 32. | Marosvölgyi Noémi        | Teljesítve         | Teljesítve           | Teljesítve          | Teljesítve             | Megbukott            | ––                  | 02:31                      |
| 33. | Tolnay Bendegúz          | Teljesítve         | Teljesítve           | Teljesítve          | Megbukott              | ––                   | ––                  | Kiesett                    |
| 34. | Kálóczi Krisztián        | Teljesítve         | Teljesítve           | Teljesítve          | Megbukott              | ––                   | ––                  | Kiesett                    |
| 35. | Saláta Péter             | Teljesítve         | Teljesítve           | Teljesítve          | Megbukott              | ––                   | ––                  | Kiesett                    |
| 36. | Saláta Richárd           | Teljesítve         | Teljesítve           | Teljesítve          | Megbukott              | ––                   | ––                  | Kiesett                    |
| 37. | Saláta Gergő             | Teljesítve         | Teljesítve           | Teljesítve          | Teljesítve             | Megbukott            | ––                  | 01:58                      |
| 38. | Szarka Bence             | Teljesítve         | Teljesítve           | Teljesítve          | Teljesítve             | Teljesítve           | Teljesítve          | Továbbjutott 03:22         |
| 39. | Szarka Boldizsár         | Teljesítve         | Teljesítve           | Teljesítve          | Teljesítve             | Teljesítve           | Teljesítve          | Továbbjutott 02:16         |
| 40. | Mischinger Péter         | Teljesítve         | Teljesítve           | Teljesítve          | Teljesítve             | Megbukott            | ––                  | 02:47                      |
| 41. | Varga Tibor              | Teljesítve         | Teljesítve           | Teljesítve          | Teljesítve             | Megbukott            | ––                  | 01:47                      |
| 42. | Fung Roland              | Teljesítve         | Teljesítve           | Teljesítve          | Teljesítve             | Megbukott            | ––                  | 02:10                      |
| 43. | Tóth-Bucsek Bence        | Teljesítve         | Teljesítve           | Teljesítve          | Teljesítve             | Megbukott            | ––                  | 02:24                      |
| 44. | Südy Balbino             | Teljesítve         | Teljesítve           | Teljesítve          | Teljesítve             | Megbukott            | ––                  | 01:56                      |
| 45. | Jakab Domonkos           | Teljesítve         | Teljesítve           | Teljesítve          | Teljesítve             | Megbukott            | ––                  | 02:09                      |
| 46. | Szepesi Sándor           | Teljesítve         | Teljesítve           | Teljesítve          | Teljesítve             | Megbukott            | ––                  | 02:47                      |
| 47. | Tóth Csaba               | Teljesítve         | Teljesítve           | Teljesítve          | Teljesítve             | Teljesítve           | Megbukott           | 03:29                      |
| 48. | Máté Zsolt               | Teljesítve         | Teljesítve           | Teljesítve          | Teljesítve             | Teljesítve           | Megbukott           | 03:01                      |
| 49. | Tarnai Bence             | Teljesítve         | Teljesítve           | Teljesítve          | Teljesítve             | Teljesítve           | Megbukott           | 02:32                      |
| 50. | Jonny Urszuly            | Teljesítve         | Teljesítve           | Teljesítve          | Teljesítve             | Teljesítve           | Teljesítve          | Továbbjutott 02:16         |

- Südy Balbino sérülés miatt kénytelen volt feladni a versenyt, ezért a helyére Kiss Sarolta lépett.
- 2. pálya (Epizód finálé)

| #   | Ninja jelöltek           | 1. kihívás Hullámvasút | 2. kihívás Borotvaél | 3. kihívás Ninja létra | 4. kihívás Staféta | 5. kihívás Pokoli torony | Eredmény (teljesített idő)          |
| --- | ------------------------ | ---------------------- | -------------------- | ---------------------- | ------------------ | ------------------------ | ----------------------------------- |
| 1.  | Papdi Barna              | Megbukott              | ––                   | ––                     | ––                 | ––                       | Kiesett                             |
| 2.  | Saláta Gergő             | Megbukott              | ––                   | ––                     | ––                 | ––                       | Kiesett                             |
| 3.  | Kiss Sarolta             | Megbukott              | ––                   | ––                     | ––                 | ––                       | Kiesett                             |
| 4.  | Lőrincz Réka             | Megbukott              | ––                   | ––                     | ––                 | ––                       | Kiesett                             |
| 5.  | Makra Roland             | Megbukott              | ––                   | ––                     | ––                 | ––                       | Kiesett                             |
| 6.  | Szijj Norbert            | Megbukott              | ––                   | ––                     | ––                 | ––                       | Kiesett                             |
| 7.  | Fung Roland              | Megbukott              | ––                   | ––                     | ––                 | ––                       | Kiesett                             |
| 8.  | Szarka Bence             | Teljesítve             | Teljesítve           | Teljesítve             | Teljesítve         | Teljesítve               | Továbbjutott a középdöntőbe (01:57) |
| 9.  | Szarka Boldizsár         | Teljesítve             | Teljesítve           | Teljesítve             | Teljesítve         | Teljesítve               | Továbbjutott a középdöntőbe (01:49) |
| 10. | Lovas Benjamin           | Teljesítve             | Teljesítve           | Teljesítve             | Teljesítve         | Teljesítve               | Továbbjutott a középdöntőbe (01:41) |
| 11. | Gál Bence                | Teljesítve             | Teljesítve           | Teljesítve             | Teljesítve         | Teljesítve               | Továbbjutott a középdöntőbe (02:38) |
| 12. | Tóth Csaba               | Teljesítve             | Teljesítve           | Teljesítve             | Teljesítve         | Teljesítve               | Továbbjutott a középdöntőbe (02:30) |
| 13. | Tóth-Bucsek Bence        | Teljesítve             | Teljesítve           | Teljesítve             | Megbukott          | ––                       | Kiesett                             |
| 14. | Szijj Dávid              | Teljesítve             | Teljesítve           | Megbukott              | ––                 | ––                       | 01:32                               |
| 15. | Varga Tibor              | Teljesítve             | Teljesítve           | Megbukott              | ––                 | ––                       | 01:14                               |
| 16. | Szepesi Sándor           | Teljesítve             | Teljesítve           | Megbukott              | ––                 | ––                       | 01:06                               |
| 17. | Jonny Urszuly            | Teljesítve             | Teljesítve           | Teljesítve             | Teljesítve         | Teljesítve               | Továbbjutott a középdöntőbe (01:34) |
| 18. | Mischinger Péter         | Teljesítve             | Teljesítve           | Teljesítve             | Megbukott          | ––                       | 02:22                               |
| 19. | Máté Zsolt               | Teljesítve             | Teljesítve           | Teljesítve             | Megbukott          | ––                       | 01:46                               |
| 20. | Tarnai Bence             | Teljesítve             | Teljesítve           | Teljesítve             | Megbukott          | ––                       | 01:18                               |
| 21. | Jakab Domonkos           | Teljesítve             | Teljesítve           | Teljesítve             | Megbukott          | ––                       | 01:20                               |
| 22. | Bakos "Turbodízel" Bence | Teljesítve             | Teljesítve           | Teljesítve             | Teljesítve         | Teljesítve               | Továbbjutott a középdöntőbe (01:33) |
| 23. | Gál Krisztina            | Teljesítve             | Teljesítve           | Megbukott              | ––                 | ––                       | Kiesett                             |
| 24. | Vadász Ildikó            | Teljesítve             | Teljesítve           | Megbukott              | ––                 | ––                       | Kiesett                             |
| 25. | Marosvölgyi Noémi        | Teljesítve             | Teljesítve           | Teljesítve             | Teljesítve         | Teljesítve               | Továbbjutott a középdöntőbe (02:40) |

### 7. hét – 1/3 középdöntő (november 19.)
| – A versenyző továbbjutott a döntőbe.            |
| – A versenyző kiesett.                           |
| – A versenyző a legjobb 20 döntősei közé jutott. |

A három középdöntő során összesen 90 versenyző lép a pályára, ahol 9 akadályon kell továbbjutniuk. A döntőbe a páholyon keresztül vezet az út, ahová mindig a legjobb 20 versenyző fog leülni. Az első 20 ninja egyből helyet is kap, de ezután megkezdődik a küzdelem a helyekért, és csak az ülhet le, aki a teljesítményével túl szárnyalja és ezzel kiejti az éppenséggel utolsó helyen álló ninjajelöltet. Csak a legjobb 20 juthat a döntőbe.
| #   | Ninja jelöltek          | 1. kihívás Lépcsőház | 2. kihívás Mélyrepülés | 3. kihívás Szívek hídja | 4. kihívás Inga | 5. kihívás Kifogás | 6. kihívás Nagy fal | 7. kihívás Ninjahágó | 8. kihívás Rúdtánc | 9. kihívás Pokoli torony | Eredmény (teljesített idő) |
| --- | ----------------------- | -------------------- | ---------------------- | ----------------------- | --------------- | ------------------ | ------------------- | -------------------- | ------------------ | ------------------------ | -------------------------- |
| 1.  | Tölgyesi Krisztián      | Teljesítve           | Teljesítve             | Teljesítve              | Teljesítve      | Teljesítve         | Teljesítve          | Teljesítve           | Megbukott          | ––                       | Kiesett                    |
| 2.  | Sárai-Szabó Zoltán      | Teljesítve           | Teljesítve             | Teljesítve              | Megbukott       | ––                 | ––                  | ––                   | ––                 | ––                       | Kiesett                    |
| 3.  | Fábián Patrik           | Teljesítve           | Teljesítve             | Teljesítve              | Megbukott       | ––                 | ––                  | ––                   | ––                 | ––                       | Kiesett                    |
| 4.  | Bédi Krisztián          | Teljesítve           | Teljesítve             | Teljesítve              | Megbukott       | ––                 | ––                  | ––                   | ––                 | ––                       | Kiesett                    |
| 5.  | Pajor Dávid             | Teljesítve           | Teljesítve             | Teljesítve              | Teljesítve      | Megbukott          | ––                  | ––                   | ––                 | ––                       | Kiesett                    |
| 6.  | Szabó Nikolett          | Teljesítve           | Teljesítve             | Teljesítve              | Teljesítve      | Megbukott          | ––                  | ––                   | ––                 | ––                       | Kiesett                    |
| 7.  | Lovas Benjamin          | Teljesítve           | Teljesítve             | Teljesítve              | Teljesítve      | Teljesítve         | Teljesítve          | Teljesítve           | Megbukott          | ––                       | 04:45                      |
| 8.  | Marosvölgyi Noémi       | Teljesítve           | Megbukott              | ––                      | ––              | ––                 | ––                  | ––                   | ––                 | ––                       | Kiesett                    |
| 9.  | Bertóthy Dávid          | Teljesítve           | Megbukott              | ––                      | ––              | ––                 | ––                  | ––                   | ––                 | ––                       | Kiesett                    |
| 10. | Csordás László Szabolcs | Teljesítve           | Megbukott              | ––                      | ––              | ––                 | ––                  | ––                   | ––                 | ––                       | Kiesett                    |
| 11. | Pethe Sándor            | Teljesítve           | Megbukott              | ––                      | ––              | ––                 | ––                  | ––                   | ––                 | ––                       | Kiesett                    |
| 12. | Tóth Csaba              | Teljesítve           | Teljesítve             | Teljesítve              | Megbukott       | ––                 | ––                  | ––                   | ––                 | ––                       | Kiesett                    |
| 13. | Sean De Jesus Peres     | Teljesítve           | Teljesítve             | Teljesítve              | Megbukott       | ––                 | ––                  | ––                   | ––                 | ––                       | Kiesett                    |
| 14. | Vadász Ildikó           | Teljesítve           | Teljesítve             | Teljesítve              | Megbukott       | ––                 | ––                  | ––                   | ––                 | ––                       | Kiesett                    |
| 15. | Szabó Péter             | Teljesítve           | Teljesítve             | Teljesítve              | Teljesítve      | Megbukott          | ––                  | ––                   | ––                 | ––                       | Kiesett                    |
| 16. | Varga Tibor             | Teljesítve           | Teljesítve             | Teljesítve              | Teljesítve      | Megbukott          | ––                  | ––                   | ––                 | ––                       | Kiesett                    |
| 17. | Oláh Miklós             | Teljesítve           | Teljesítve             | Teljesítve              | Teljesítve      | Teljesítve         | Megbukott           | ––                   | ––                 | ––                       | Kiesett                    |
| 18. | Reményi Tamás           | Teljesítve           | Teljesítve             | Teljesítve              | Teljesítve      | Teljesítve         | Teljesítve          | Megbukott            | ––                 | ––                       | Kiesett                    |
| 19. | Buzási Máté             | Teljesítve           | Teljesítve             | Teljesítve              | Teljesítve      | Teljesítve         | Teljesítve          | Megbukott            | ––                 | ––                       | Kiesett                    |
| 20. | Buzási Bálint Gergely   | Teljesítve           | Teljesítve             | Teljesítve              | Teljesítve      | Teljesítve         | Teljesítve          | Teljesítve           | Megbukott          | ––                       | 06:13                      |
| 21. | Mischinger Péter        | Teljesítve           | Teljesítve             | Teljesítve              | Teljesítve      | Megbukott          | ––                  | ––                   | ––                 | ––                       | Kiesett                    |
| 22. | Kriston Péter           | Teljesítve           | Teljesítve             | Teljesítve              | Megbukott       | ––                 | ––                  | ––                   | ––                 | ––                       | Kiesett                    |
| 23. | Szegedi Attila          | Teljesítve           | Teljesítve             | Teljesítve              | Teljesítve      | Teljesítve         | Teljesítve          | Teljesítve           | Megbukott          | ––                       | 06:33                      |
| 24. | Horváth János           | Teljesítve           | Megbukott              | ––                      | ––              | ––                 | ––                  | ––                   | ––                 | ––                       | Kiesett                    |
| 25. | Szalay Richárd          | Teljesítve           | Teljesítve             | Teljesítve              | Teljesítve      | Megbukott          | ––                  | ––                   | ––                 | ––                       | Kiesett                    |
| 26. | Virág Sándor            | Teljesítve           | Teljesítve             | Teljesítve              | Teljesítve      | Teljesítve         | Teljesítve          | Teljesítve           | Teljesítve         | Teljesítve               | Továbbjutott (08:19)       |
| 27. | Kovács Norbert Ákos     | Teljesítve           | Teljesítve             | Teljesítve              | Teljesítve      | Teljesítve         | Teljesítve          | Megbukott            | ––                 | ––                       | Kiesett                    |
| 28. | Ternák Tamás            | Teljesítve           | Teljesítve             | Teljesítve              | Teljesítve      | Teljesítve         | Teljesítve          | Teljesítve           | Megbukott          | ––                       | Kiesett                    |
| 29. | Bec Georges             | Teljesítve           | Megbukott              | ––                      | ––              | ––                 | ––                  | ––                   | ––                 | ––                       | Kiesett                    |
| 30. | Vitányi Botond          | Teljesítve           | Teljesítve             | Teljesítve              | Teljesítve      | Teljesítve         | Teljesítve          | Teljesítve           | Teljesítve         | Teljesítve               | Továbbjutott (07:13)       |

- Páholyba jutott versenyzők

Itt senki sincs biztonságban. Ha bármelyik jelölt jobban teljesít az utolsó helyen álló ninják valamelyikétől, át kell adnia a helyet.
Az első heti legjobban teljesített ninjajelöltek ranglistája, akik a legjobb idő szerint helyet foglalnak a páholy székein. Jelentősen változhat a felállás az utolsó két hét alatt, ha bárkinek sikerül felülmúlnia őket.
| - 1. Vitányi Botond (07:13) - 2. Virág Sándor (08:19) - 3. Lovas Benjamin - 4. Buzási Bálint Gergely | - 5. Szegedi Attila - 6. Tölgyesi Krisztián - 7. Ternák Tamás - 8. Remény Tamás | - 9. Kovács Norbert Ákos - 10. Buzási Máté - 11. Oláh Miklós - 12. Szabó Nikolett | - 13. Pajor Dávid - 14. Szalay Richárd - 15. Szabó Péter - 16. Varga Tibor | - 17. Mischinger Péter - 18. Sárai-Szabó Zoltán - 19. Kriston Péter - 20. Vadász Ildikó |

### 8. hét – 2/3 középdöntő (november 26.)
| #   | Ninja jelöltek           | 1. kihívás Lépcsőház | 2. kihívás Mélyrepülés | 3. kihívás Szívek hídja | 4. kihívás Inga | 5. kihívás Kifogás | 6. kihívás Nagy fal | 7. kihívás Ninjahágó | 8. kihívás Rúdtánc | 9. kihívás Pokoli torony | Eredmény (teljesített idő) |
| --- | ------------------------ | -------------------- | ---------------------- | ----------------------- | --------------- | ------------------ | ------------------- | -------------------- | ------------------ | ------------------------ | -------------------------- |
| 1.  | Markos Huba              | Teljesítve           | Teljesítve             | Teljesítve              | Teljesítve      | Teljesítve         | Teljesítve          | Megbukott            | ––                 | ––                       | Kiesett                    |
| 2.  | Tóth Kristóf             | Teljesítve           | Megbukott              | ––                      | ––              | ––                 | ––                  | ––                   | ––                 | ––                       | Kiesett                    |
| 3.  | Virbán Gábor             | Teljesítve           | Teljesítve             | Teljesítve              | Teljesítve      | Teljesítve         | Teljesítve          | Teljesítve           | Megbukott          | ––                       | Kiesett                    |
| 4.  | Szijj Dávid              | Teljesítve           | Teljesítve             | Teljesítve              | Teljesítve      | Teljesítve         | Teljesítve          | Teljesítve           | Megbukott          | ––                       | Kiesett                    |
| 5.  | Nagy Benedek             | Teljesítve           | Teljesítve             | Teljesítve              | Teljesítve      | Megbukott          | ––                  | ––                   | ––                 | ––                       | Kiesett                    |
| 6.  | Nagy Dani                | Teljesítve           | Teljesítve             | Teljesítve              | Teljesítve      | Teljesítve         | Teljesítve          | Teljesítve           | Teljesítve         | Teljesítve               | Továbbjutott (05:36)       |
| 7.  | Molnár Gábor             | Teljesítve           | Teljesítve             | Teljesítve              | Teljesítve      | Teljesítve         | Teljesítve          | Teljesítve           | Megbukott          | ––                       | Kiesett                    |
| 8.  | Medgyesi Gergely         | Teljesítve           | Megbukott              | ––                      | ––              | ––                 | ––                  | ––                   | ––                 | ––                       | Kiesett                    |
| 9.  | Szabó Gergő              | Teljesítve           | Teljesítve             | Teljesítve              | Megbukott       | ––                 | ––                  | ––                   | ––                 | ––                       | Kiesett                    |
| 10. | Jancsó Richárd           | Teljesítve           | Teljesítve             | Teljesítve              | Teljesítve      | Megbukott          | ––                  | ––                   | ––                 | ––                       | Kiesett                    |
| 11. | Beńo Gábor               | Teljesítve           | Teljesítve             | Teljesítve              | Teljesítve      | Megbukott          | ––                  | ––                   | ––                 | ––                       | Kiesett                    |
| 12. | Bots Szabolcs            | Teljesítve           | Teljesítve             | Teljesítve              | Teljesítve      | Teljesítve         | Teljesítve          | Teljesítve           | Megbukott          | ––                       | Kiesett                    |
| 13. | Balázs Ákos              | Teljesítve           | Teljesítve             | Teljesítve              | Teljesítve      | Teljesítve         | Teljesítve          | Teljesítve           | Megbukott          | ––                       | Kiesett                    |
| 14. | Mojzes Krisztián         | Teljesítve           | Teljesítve             | Teljesítve              | Teljesítve      | Megbukott          | ––                  | ––                   | ––                 | ––                       | Kiesett                    |
| 15. | Ratkó Flórián            | Teljesítve           | Teljesítve             | Teljesítve              | Teljesítve      | Megbukott          | ––                  | ––                   | ––                 | ––                       | Kiesett                    |
| 16. | Molnár Bálint            | Teljesítve           | Teljesítve             | Teljesítve              | Teljesítve      | Teljesítve         | Teljesítve          | Teljesítve           | Teljesítve         | Teljesítve               | Továbbjutott (06:21)       |
| 17. | Böjte Dávid              | Teljesítve           | Teljesítve             | Teljesítve              | Teljesítve      | Teljesítve         | Teljesítve          | Teljesítve           | Megbukott          | ––                       | 06:07                      |
| 18. | Schandl Gábor            | Teljesítve           | Teljesítve             | Teljesítve              | Teljesítve      | Teljesítve         | Teljesítve          | Teljesítve           | Teljesítve         | Teljesítve               | Továbbjutott (05:41)       |
| 19. | Povázsay Ákos            | Teljesítve           | Teljesítve             | Teljesítve              | Megbukott       | ––                 | ––                  | ––                   | ––                 | ––                       | Kiesett                    |
| 20. | Jakab Domonkos           | Teljesítve           | Teljesítve             | Teljesítve              | Megbukott       | ––                 | ––                  | ––                   | ––                 | ––                       | Kiesett                    |
| 21. | Mezőfi Richárd           | Teljesítve           | Teljesítve             | Teljesítve              | Teljesítve      | Megbukott          | ––                  | ––                   | ––                 | ––                       | Kiesett                    |
| 22. | Kulcsár Tamás            | Teljesítve           | Teljesítve             | Teljesítve              | Teljesítve      | Teljesítve         | Megbukott           | ––                   | ––                 | ––                       | Kiesett                    |
| 23. | Varga Ferenc             | Megbukott            | ––                     | ––                      | ––              | ––                 | ––                  | ––                   | ––                 | ––                       | Kiesett                    |
| 24. | Bakos "Turbodízel" Bence | Teljesítve           | Teljesítve             | Teljesítve              | Megbukott       | ––                 | ––                  | ––                   | ––                 | ––                       | Kiesett                    |
| 25. | Rozs Gergely Bence       | Teljesítve           | Teljesítve             | Teljesítve              | Megbukott       | ––                 | ––                  | ––                   | ––                 | ––                       | Kiesett                    |
| 26. | Bartus Bálint            | Teljesítve           | Teljesítve             | Teljesítve              | Teljesítve      | Teljesítve         | Teljesítve          | Megbukott            | ––                 | ––                       | Kiesett                    |
| 27. | Bíró János               | Teljesítve           | Teljesítve             | Megbukott               | ––              | ––                 | ––                  | ––                   | ––                 | ––                       | Kiesett                    |
| 28. | Éberhardt Patrik         | Teljesítve           | Teljesítve             | Teljesítve              | Megbukott       | ––                 | ––                  | ––                   | ––                 | ––                       | Kiesett                    |
| 29. | Béres Norbert            | Teljesítve           | Teljesítve             | Teljesítve              | Teljesítve      | Teljesítve         | Teljesítve          | Teljesítve           | Teljesítve         | Teljesítve               | Továbbjutott (05:51)       |
| 30. | Buzás Gábor              | Teljesítve           | Teljesítve             | Teljesítve              | Teljesítve      | Teljesítve         | Teljesítve          | Teljesítve           | Teljesítve         | Teljesítve               | Továbbjutott (04:51)       |

- Páholyba jutott versenyzők

Itt senki sincs biztonságban. Ha bármelyik jelölt jobban teljesít az utolsó helyen álló ninják valamelyikétől, át kell adnia a helyet.
A második heti legjobban teljesített ninjajelöltek ranglistája, akik a legjobb idő szerint helyet foglalnak a páholy székein. Jelentősen változhat a felállás az utolsó egy hét alatt, ha bárkinek sikerül felülmúlnia őket.
| - 1. Buzás Gábor (04:51) - 2. Nagy Dani (05:36) - 3. Schnadl Gábor (05:51) - 4. Béres Norbert (05:51) | - 5. Molnár Bálint (06:21) - 6. Vitányi Botond (07:13) - 7. Virág Sándor (08:19) - 8. Lovas Benjamin | - 9. Buzási Bálint Gergely - 10. Böjte Dávid - 11. Szegedi Attila - 12. Tölgyesi Krisztián | - 13. Ternák Tamás - 14. Virbán Gábor - 15. Szijj Dávid - 16. Molnár Gábor | - 17. Bots Szabolcs - 18. Balázs Ákos - 19. Reményi Tamás - 20. Kovács Norbert Ákos |

### 9. hét – 3/3 középdöntő (december 3.)
| #   | Ninja jelöltek   | 1. kihívás Lépcsőház | 2. kihívás Mélyrepülés | 3. kihívás Szívek hídja | 4. kihívás Inga | 5. kihívás Kifogás | 6. kihívás Nagy fal | 7. kihívás Ninjahágó | 8. kihívás Rúdtánc | 9. kihívás Pokoli torony | Eredmény (teljesített idő) |
| --- | ---------------- | -------------------- | ---------------------- | ----------------------- | --------------- | ------------------ | ------------------- | -------------------- | ------------------ | ------------------------ | -------------------------- |
| 1.  | Deák Szilárd     | Teljesítve           | Megbukott              | ––                      | ––              | ––                 | ––                  | ––                   | ––                 | ––                       | Kiesett                    |
| 2.  | Gedovics Balázs  | Teljesítve           | Megbukott              | ––                      | ––              | ––                 | ––                  | ––                   | ––                 | ––                       | Kiesett                    |
| 3.  | Domokos Zsolt    | Teljesítve           | Teljesítve             | Teljesítve              | Teljesítve      | Megbukott          | ––                  | ––                   | ––                 | ––                       | Kiesett                    |
| 4.  | Huber Zoltán     | Teljesítve           | Teljesítve             | Teljesítve              | Teljesítve      | Teljesítve         | Teljesítve          | Teljesítve           | Megbukott          | ––                       | 06:31                      |
| 5.  | Tarnai Bence     | Teljesítve           | Teljesítve             | Teljesítve              | Teljesítve      | Teljesítve         | Teljesítve          | Teljesítve           | Megbukott          | ––                       | Kiesett                    |
| 6.  | Rippel Feri      | Teljesítve           | Teljesítve             | Teljesítve              | Teljesítve      | Teljesítve         | Teljesítve          | Teljesítve           | Teljesítve         | Teljesítve               | Továbbjutott (06:43)       |
| 7.  | Tamás Gyuri      | Teljesítve           | Teljesítve             | Teljesítve              | Teljesítve      | Teljesítve         | Teljesítve          | Teljesítve           | Teljesítve         | Megbukott                | 08:15                      |
| 8.  | Fazekas Dániel   | Teljesítve           | Teljesítve             | Teljesítve              | Megbukott       | ––                 | ––                  | ––                   | ––                 | ––                       | Kiesett                    |
| 9.  | Csercsics Dániel | Teljesítve           | Teljesítve             | Teljesítve              | Teljesítve      | Teljesítve         | Megbukott           | ––                   | ––                 | ––                       | Kiesett                    |
| 10. | Kempf Zoltán     | Teljesítve           | Teljesítve             | Teljesítve              | Teljesítve      | Teljesítve         | Teljesítve          | Teljesítve           | Megbukott          | ––                       | Kiesett                    |
| 11. | Szarka Bence     | Teljesítve           | Teljesítve             | Teljesítve              | Teljesítve      | Megbukott          | ––                  | ––                   | ––                 | ––                       | Kiesett                    |
| 12. | Szarka Boldizsár | Teljesítve           | Teljesítve             | Teljesítve              | Teljesítve      | Teljesítve         | Teljesítve          | Teljesítve           | Megbukott          | ––                       | 03:54                      |
| 13. | Horváth Dávid    | Teljesítve           | Teljesítve             | Teljesítve              | Megbukott       | ––                 | ––                  | ––                   | ––                 | ––                       | Kiesett                    |
| 14. | Dombi András     | Teljesítve           | Teljesítve             | Teljesítve              | Teljesítve      | Teljesítve         | Teljesítve          | Teljesítve           | Megbukott          | ––                       | 06:18                      |
| 15. | Szabó Bálint     | Teljesítve           | Teljesítve             | Teljesítve              | Megbukott       | ––                 | ––                  | ––                   | ––                 | ––                       | Kiesett                    |
| 16. | Máté Zsolt       | Teljesítve           | Teljesítve             | Teljesítve              | Megbukott       | ––                 | ––                  | ––                   | ––                 | ––                       | Kiesett                    |
| 17. | Lengyel János    | Teljesítve           | Teljesítve             | Teljesítve              | Megbukott       | ––                 | ––                  | ––                   | ––                 | ––                       | Kiesett                    |
| 18. | Strommer Soma    | Teljesítve           | Teljesítve             | Teljesítve              | Teljesítve      | Teljesítve         | Teljesítve          | Teljesítve           | Teljesítve         | Teljesítve               | Továbbjutott (04:56)       |
| 19. | Janzsó Róbert    | Teljesítve           | Teljesítve             | Teljesítve              | Teljesítve      | Teljesítve         | Teljesítve          | Teljesítve           | Teljesítve         | Teljesítve               | Továbbjutott (06:04)       |
| 20. | Steffer Bence    | Teljesítve           | Megbukott              | ––                      | ––              | ––                 | ––                  | ––                   | ––                 | ––                       | Kiesett                    |
| 21. | Baranyi Gergő    | Teljesítve           | Teljesítve             | Teljesítve              | Megbukott       | ––                 | ––                  | ––                   | ––                 | ––                       | Kiesett                    |
| 22. | Kovács Bence     | Teljesítve           | Teljesítve             | Teljesítve              | Megbukott       | ––                 | ––                  | ––                   | ––                 | ––                       | Kiesett                    |
| 23. | Gál Gergő        | Teljesítve           | Teljesítve             | Teljesítve              | Teljesítve      | Teljesítve         | Teljesítve          | Teljesítve           | Megbukott          | ––                       | Kiesett                    |
| 24. | Jonny Urszuly    | Teljesítve           | Teljesítve             | Teljesítve              | Teljesítve      | Teljesítve         | Teljesítve          | Teljesítve           | Teljesítve         | Teljesítve               | Továbbjutott (06:22)       |
| 25. | Bognár Péter     | Teljesítve           | Megbukott              | ––                      | ––              | ––                 | ––                  | ––                   | ––                 | ––                       | Kiesett                    |
| 26. | Gál Bence        | Teljesítve           | Teljesítve             | Teljesítve              | Megbukott       | ––                 | ––                  | ––                   | ––                 | ––                       | Kiesett                    |
| 27. | Csorvási Soma    | Teljesítve           | Teljesítve             | Teljesítve              | Megbukott       | ––                 | ––                  | ––                   | ––                 | ––                       | Kiesett                    |
| 28. | Szepesi Sándor   | Teljesítve           | Teljesítve             | Teljesítve              | Teljesítve      | Teljesítve         | Megbukott           | ––                   | ––                 | ––                       | Kiesett                    |
| 29. | Benkő Norbert    | Teljesítve           | Teljesítve             | Teljesítve              | Teljesítve      | Teljesítve         | Teljesítve          | Teljesítve           | Megbukott          | ––                       | Kiesett                    |
| 30. | Gyömrei Máté     | Teljesítve           | Teljesítve             | Teljesítve              | Teljesítve      | Teljesítve         | Teljesítve          | Teljesítve           | Teljesítve         | Teljesítve               | Továbbjutott (05:06)       |

- Páholyba jutott versenyzők

Itt senki sincs biztonságban. Ha bármelyik jelölt jobban teljesít az utolsó helyen álló ninják valamelyikétől, át kell adnia a helyet.
A harmadik heti legjobban teljesített ninjajelöltek ranglistája, akik a legsikeresebb idő szerint helyet foglalnak a páholy székein a legjobbak között a legjobb eredménnyel. Ők kerültek a döntőbe.
| - 1. Buzás Gábor (04:51.3) - 2. Strommer Soma (04:56.4) - 3. Gyömrei Máté (05:06.2) - 4. Nagy Dani (05:36.2) | - 5. Schandl Gábor (05:41.8) - 6. Béres Norbert (05:51.6) - 7. Janzsó Róbert (06:04.6) - 8. Molnár Bálint (06:21.6) | - 9. Jonny Urszuly (06:22.8) - 10. Rippel Feri (06:43.2) - 11. Vitányi Botond (07:13.8) - 12. Virág Sándor (08:19.1) | - 13. Tamás Gyuri - 14. Szarka Boldizsár - 15. Lovas Benjamin - 16. Buzási Máté Gergely | - 17. Böjte Dávid - 18. Dombi András - 19. Huber Zoltán - 20. Szegedi Attila |

### 10. hét – döntő (december 10.)
– A versenyző továbbjutott a 2. pályára
     – A Ninja Warrior nyertese
     – A második helyezett
     – A harmadik helyezett
A ninja warrior döntőseinek két akadálypályán kell átjutniuk, hogy elérjék a végső akadályt, a Midoriyámát. Az 1. pálya kezdetnek 9 akadályból áll, amit 5:40 másodperc alatt kell teljesíteniük pálya végén álló piros gomb lenyomásával. Aki nem jut el odáig, kiesik a versenyből és nem mehet tovább a 2. pályára. A 2. pálya két szakaszból áll. Az első szakaszt 5 akadályból áll, amit 1:50 másodperc alatt kell teljesíteni, ha sikerül tovább mehet a 2. szakaszra, ami 3 akadályból áll. És csak egyetlen szabály van, hogy a szakaszok között a versenyzők csak 30 másodpercet pihenhetnek. Aki a 2., összesen 8 akadályból álló pályát sikeresen teljesíti, szembenézhet a 20 méter magas Midoriyáma toronnyal, amit egyetlen kötélen 25 másodperc alatt kell feljutni és megnyomni a piros gombot. Akinek sikerül, elnyerheti a ninja címet és a nagy díjat, a 20 millió forintot. Viszont ha a döntősök közül senki sem jut el a 2. pálya végéig, vagyis ha nem sikerül legyőzni a hatalmas torony előtt álló 17 akadály mindegyikét, akkor a legtovább jutó versenyző lesz a győztes, de viszont neki a ninja cím és az fődíj nem jár, csak annak a negyede, azaz 5 millió forint. A Midoriyámát a világon csak 6 embernek sikerült teljesíteni, amihez elképesztő nagy erő és kitartás kell.
- 1. pályaszakasz

| #   | Ninja jelöltek        | 1. kihívás Dugattyú | 2. kihívás Ágyúgolyó | 3. kihívás Libikóka | 4. kihívás Propeller | 5. kihívás Áramkör | 6. kihívás Nagy fal | 7. kihívás Áthidaló | 8. kihívás Peremvidék | 9. kihívás Pokoli torony | Eredmény (megmaradó idő szerint)    |
| --- | --------------------- | ------------------- | -------------------- | ------------------- | -------------------- | ------------------ | ------------------- | ------------------- | --------------------- | ------------------------ | ----------------------------------- |
| 1.  | Rippel Feri           | Teljesítve          | Teljesítve           | Teljesítve          | Teljesítve           | Teljesítve         | Teljesítve          | Teljesítve          | Teljesítve            | Megbukott                | Kiesett                             |
| 2.  | Huber Zoltán          | Megbukott           | ––                   | ––                  | ––                   | ––                 | ––                  | ––                  | ––                    | ––                       | Kiesett                             |
| 3.  | Buzási Bálint Gergely | Teljesítve          | Teljesítve           | Teljesítve          | Teljesítve           | Megbukott          | ––                  | ––                  | ––                    | ––                       | Kiesett                             |
| 4.  | Tamás Gyuri           | Teljesítve          | Teljesítve           | Teljesítve          | Teljesítve           | Megbukott          | ––                  | ––                  | ––                    | ––                       | Kiesett                             |
| 5.  | Lovas Benjamin        | Teljesítve          | Teljesítve           | Teljesítve          | Teljesítve           | Megbukott          | ––                  | ––                  | ––                    | ––                       | Kiesett                             |
| 6.  | Szarka Boldizsár      | Teljesítve          | Teljesítve           | Teljesítve          | Teljesítve           | Teljesítve         | Teljesítve          | Megbukott           | ––                    | ––                       | Kiesett                             |
| 7.  | Nagy Dani             | Teljesítve          | Teljesítve           | Teljesítve          | Teljesítve           | Teljesítve         | Teljesítve          | Teljesítve          | Teljesítve            | Megbukott                | Kiesett                             |
| 8.  | Béres Norbert         | Teljesítve          | Teljesítve           | Teljesítve          | Teljesítve           | Teljesítve         | Teljesítve          | Teljesítve          | Teljesítve            | Teljesítve               | Továbbjutott a 2. pályára (00:24.5) |
| 9.  | Jonny Urszuly         | Teljesítve          | Teljesítve           | Teljesítve          | Teljesítve           | Teljesítve         | Teljesítve          | Teljesítve          | Teljesítve            | Megbukott                | Kiesett                             |
| 10. | Dombi András          | Teljesítve          | Teljesítve           | Teljesítve          | Teljesítve           | Teljesítve         | Teljesítve          | Teljesítve          | Teljesítve            | Megbukott                | Kiesett                             |
| 11. | Virág Sándor          | Teljesítve          | Teljesítve           | Teljesítve          | Teljesítve           | Teljesítve         | Teljesítve          | Teljesítve          | Teljesítve            | Megbukott                | Kiesett                             |
| 12. | Janzsó Robert         | Teljesítve          | Teljesítve           | Teljesítve          | Teljesítve           | Teljesítve         | Teljesítve          | Teljesítve          | Teljesítve            | Megbukott                | Kiesett                             |
| 13. | Szegedi Attila        | Teljesítve          | Teljesítve           | Teljesítve          | Teljesítve           | Teljesítve         | Teljesítve          | Teljesítve          | Teljesítve            | Megbukott                | Kiesett                             |
| 14. | Vitányi Botond        | Teljesítve          | Teljesítve           | Teljesítve          | Teljesítve           | Teljesítve         | Teljesítve          | Teljesítve          | Teljesítve            | Megbukott                | Kiesett                             |
| 15. | Strommer Soma         | Teljesítve          | Teljesítve           | Teljesítve          | Teljesítve           | Teljesítve         | Teljesítve          | Teljesítve          | Teljesítve            | Teljesítve               | Továbbjutott a 2. pályára (00:36.7) |
| 16. | Schandl Gábor         | Teljesítve          | Teljesítve           | Teljesítve          | Teljesítve           | Teljesítve         | Teljesítve          | Teljesítve          | Teljesítve            | Teljesítve               | Továbbjutott a 2. pályára (00:26.1) |
| 17. | Böjte Dávid           | Teljesítve          | Teljesítve           | Teljesítve          | Teljesítve           | Teljesítve         | Teljesítve          | Teljesítve          | Megbukott             | ––                       | Kiesett                             |
| 18. | Molnár Bálint         | Teljesítve          | Teljesítve           | Teljesítve          | Teljesítve           | Teljesítve         | Teljesítve          | Teljesítve          | Teljesítve            | Megbukott                | Kiesett                             |
| 19. | Buzás Gábor           | Teljesítve          | Teljesítve           | Teljesítve          | Teljesítve           | Teljesítve         | Teljesítve          | Teljesítve          | Teljesítve            | Teljesítve               | Továbbjutott a 2. pályára (00:12.6) |
| 20. | Gyömrei Máté          | Teljesítve          | Teljesítve           | Teljesítve          | Teljesítve           | Teljesítve         | Teljesítve          | Teljesítve          | Teljesítve            | Teljesítve               | Továbbjutott a 2. pályára (00:33.2) |

- 2. pályaszakasz

| #  | Ninja jelöltek | 1. kihívás Karikatúra | 2. kihívás Idegörlő | 3. kihívás Ninja létra | 4. kihívás Hullámhossz | 5. kihívás Zsilip | 6. kihívás Libegő | 7. kihívás Mászófal | 8. kihívás Leszállópálya | Midoriyama | Végleges eredmény |
| -- | -------------- | --------------------- | ------------------- | ---------------------- | ---------------------- | ----------------- | ----------------- | ------------------- | ------------------------ | ---------- | ----------------- |
| 1. | Buzás Gábor    | Teljesítve            | Teljesítve          | Teljesítve             | Teljesítve             | Teljesítve        | Teljesítve        | Megbukott           | ––                       | ––         | 2. helyezett      |
| 2. | Béres Norbert  | Teljesítve            | Teljesítve          | Teljesítve             | Megbukott              | ––                | ––                | ––                  | ––                       | ––         | Kiesett           |
| 3. | Schandl Gábor  | Teljesítve            | Teljesítve          | Teljesítve             | Megbukott              | ––                | ––                | ––                  | ––                       | ––         | 3. helyezett      |
| 4. | Gyömrei Máté   | Teljesítve            | Teljesítve          | Teljesítve             | Megbukott              | ––                | ––                | ––                  | ––                       | ––         | Kiesett           |
| 5. | Strommer Soma  | Teljesítve            | Teljesítve          | Teljesítve             | Teljesítve             | Teljesítve        | Teljesítve        | Teljesítve          | Megbukott                | ––         | 1. helyezett      |